# Ферзен, Фабиан фон
Фабиан фон Ферзен (швед. Fabian von Fersen; 7 февраля 1626, Ревель — 30 июля 1677, Мальмё) — шведский генерал-фельдмаршал.

## Биография
Родился в 1626 году в Ревеле. Двоюродный брат Отто Вильгельма фон Ферзена, также фельдмаршала. Участвовал в Датско-шведской войне 1643—1645 годов и Тридцатилетней войне, с 1647 года — подполковник. Затем участвовал в боевых действиях в Польше («Шведский потоп») и войнах против Дании. В 1657 году Ферзен был назначен комендантом Кракова, в 1658 году был тяжело ранен при штурме Кронборга, а в 1659 году произведён в генерал-майоры и назначен главнокомандующим в Штральзунде.
Особенно фон Ферзен отличился при неудачном штурме Копенгагена в 1659 году, когда его отряд, единственный в армии, сумел преодолеть валы датской столицы.

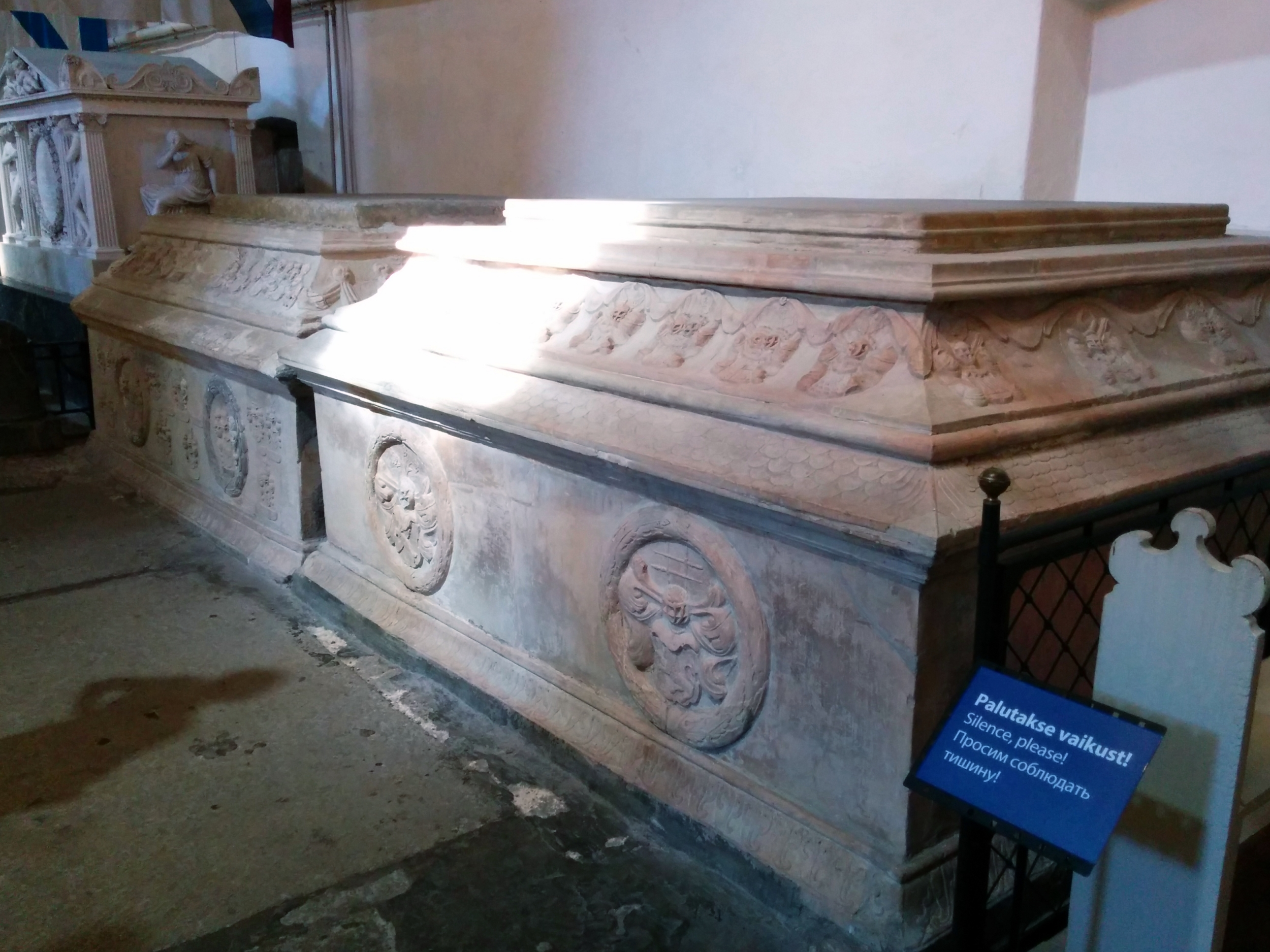
Надгробие Фабиана фон Ферзена в Таллинском соборе

В 1663 году фон Ферзен был назначен губернатором Лифляндии и Риги, в 1668 году был повышен до генерал-лейтенанта, а в 1670 году — до полного генерала, и, кроме того, награждён баронским титулом. С началом очередной датско-шведской войны, Ферзен в 1675 году был произведён в генерал-фельдмаршалы. С 1676 года — генерал-губернатором Сконе. Во время штурма города Мальмё датчанами в 1677 году Ферзену удалось отразить атаку датчан, несмотря на то, что у Ферзена было всего около двух тысяч солдат и бойцов городского ополчения. В этом сражении Ферзен был несколько раз ранен и скончался несколько дней спустя. Его тело было перевезено в Ревель и похоронено в Ревельском (Таллинском) соборе (там же был похоронен и его двоюродный брат). Надгробие сохранилось.
Имя фельдмаршала носит улица в Мальмё.